# Liste der Flughäfen in Estland

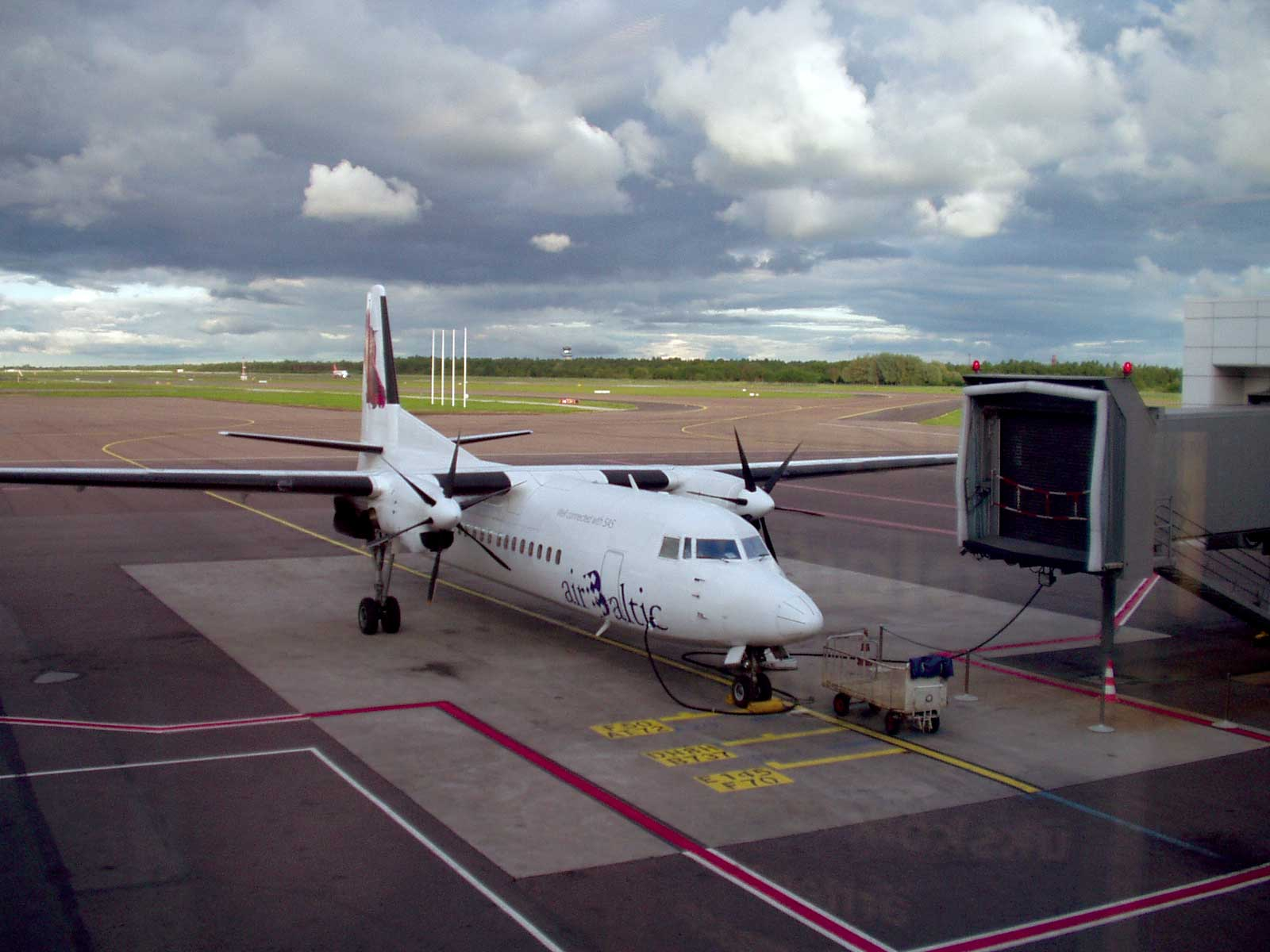
Eine Fokker-50 der Air Baltic am Gate des Flughafens Tallinn

Die Liste der Flughäfen in Estland enthält die wichtigsten Flughäfen Estlands.
Zu den fünf wichtigsten Flughäfen werden jeweils die Kenndaten IATA-Code, ICAO-Code, das Jahr der Eröffnung, Nutzung, die Anzahl und Art der Start- und Landebahnen und die Stadt, in der sich der Flughafen befindet, angegeben.

## Erklärung
- Name des Flughafens: Nennt den Namen des Flughafens sowie eventuelle Zusatzbezeichnungen.
- IATA-Code: Der Code besteht aus einer Kombination von jeweils drei lateinischen Buchstaben und dient zu einer eindeutigen Kennzeichnung der einzelnen Verkehrsflughäfen. Der IATA-Code wird von der International Air Transport Association (IATA) vergeben.
- ICAO-Code: Der ICAO-Code wird von der International Civil Aviation Organization vergeben und besteht aus einer eindeutigen Kombination aus vier lateinischen Buchstaben. Hierbei steht EE für Estland.
- Eröffnung: Nennt das Jahr, in dem der Flughafen eröffnet wurde.
- Nutzung: Gibt an, wofür der Flughafen benutzt wird, z. B. Zivil, Militär oder Allgemeine Luftfahrt.
- R: R steht für runway. Nennt die Zahl der Start- und Landebahnen des Flughafens. Diese können aus Asphalt (gekennzeichnet mit A), Beton (B) oder Gras (G) bestehen.
- Stadt: Nennt die Stadt, in der sich der Flughafen befindet.

## Wichtigste Flughäfen in Estland mit IATA- und ICAO-Code
| Name des Flughafens  | IATA- Code | ICAO- Code | Eröff- nung | Passagiere (2023) | Nutz- ung | Anzahl R | Art R | Stadt      |
| -------------------- | ---------- | ---------- | ----------- | ----------------- | --------- | -------- | ----- | ---------- |
| Flughafen Kärdla     | KDL        | EEKA       | 1963        | 16.200            | Zivil     | 1        | A     | Kärdla     |
| Flughafen Kuressaare | URE        | EEKE       | 1945        | 42.200            | Zivil     | 2        | AA    | Kuressaare |
| Flughafen Pärnu      | EPU        | EEPU       | 1939        | 2.087             | Zivil     | 1        | B     | Pärnu      |
| Flughafen Tallinn    | TLL        | EETN       | 1936        | 2.960.000         | Zivil     | 1        | A     | Tallinn    |
| Flughafen Tartu      | TAY        | EETU       | 1946        |                   | Zivil     | 1        | A/B   | Tartu      |